# بياتريس دوقة سافوي
بياتريس من البرتغال (بالبرتغالية: Beatriz de Portugal, Duquesa de Saboia) (31 ديسمبر 1504-8 يناير 1538) هي ابنة مانويل الأول وماريا من أراغون وأيضا هي دوقة سافوي بزواجها من كارلو الثالث دوق سافوي، وأنجبا إيمانويل فيليبير الذي غدى مطالباً بالعرش من خلال العُرف الإقطاعي السائد في ذلك الوقت، إلا أنه تنازل عنه لصالح ابن خاله الأكبر فيليب الثاني ملك إسبانيا.